# Падилья Насименто, Адриано
Адриа́но Пади́лья Насиме́нто (порт. Adriano Padilha Nascimento, или просто Адриа́но (порт. Adriano); 20 июня 1980, Алегрети, Риу-Гранди-ду-Сул) — бразильский футболист, нападающий.

## Биография
Адриано Падилья Насименто родился 29 июня 1980 года в Алегрети, штат Риу-Гранди-ду-Сул. В возрасте 8 лет Адриано начал заниматься в футбольной школе, а уже в 16 лет подписал свой первый контракт с клубом «Гремио» из города Порту-Алегри. В первой команде «Гремио» он дебютировал в 1999 году, однако затем Адриано стал часто менять команды, больше чем за четыре года нападающий успел поиграть за такие команды, как «Сан-Жозе», «Итуано», «Гама», «Аваи», «Америка Натал» и «Атлетико Ибирама».
Летом 2005 года Адриано стал игроком клуба «Фигейренсе». После успешного выступления за «Фигейренсе» он был замечен скаутами подмосковного «Сатурна». С бразильским нападающем «Сатурн» подписал трёхлетний контракт, но футболист ни разу не вышел на поле в матчах чемпионата. Однако дебютировал в команде 5 марта в матче Кубка России против пермского «Амкара», завершившемся гостевой победой «Сатурна» со счётом 0:1. В ответной игре, состоявшейся 13 марта, Адриано также вышел на замену в конце матча, а его команда сыграл вничью 0:0. Бразильский форвард успел сыграть и за молодёжный состав подмосковной команды, в 4 матчах Адриано забил 1 гол.
Не подойдя команде Адриано был отдан в аренду в турецкий «Денизлиспор», а спустя один сезон был продан дебютанту турецкой Суперлиге «Истанбулу». За три года в Турции бразилец провёл 76 матчей и забил 16 голов. После Турции он ненадолго вернулся в Бразилию в клуб «Парана», но уже через несколько месяцев подписал контракт с азербайджанским «Баку».
В начале октября Адриано присоединился к клубу «Атлетико Сорокаба», а через несколько дней он отправился месте с командой в турне по Юго-Восточной Азии. 30 октября, в рамках турне, «Атлетико Сорокаба» сыграла с российским клубом «СКА-Энергия» из Хабаровска. Адриано провёл на поле весь второй тайм, а его команды сыграла вничью 1:1.